# Tanimainiku (Abemama)
Tanimainiku ist ein Ort im Norden des Abemama-Atolls in den zum Inselstaat Kiribati gehörenden Gilbertinseln im Pazifischen Ozean. 2020 hatte der Ort 133 Einwohner.

## Geographie
Tanimainiku befindet sich im Nordosten der langgestreckten Hauptinsel des Atolls Abemama, die dessen östlichen Riffsaum bildet. Der Ort liegt zwischen Kauma im Südosten und Tekatirirake im Nordwesten.

## Klima
Das Klima ist tropisch heiß, wird jedoch von ständig wehenden Winden gemäßigt. Ebenso wie die anderen Orte des Abemama-Atolls wird Tanimainiku gelegentlich von Zyklonen heimgesucht.